# Astragalus infractus
Astragalus infractus är en ärtväxtart som beskrevs av Georgji Prokopievič Sumnevicz. Astragalus infractus ingår i släktet vedlar, och familjen ärtväxter. Inga underarter finns listade i Catalogue of Life.